# 川村晃生
川村 晃生（かわむら てるお、1946年〈昭和21年〉11月4日 - ）は、日本の文学研究者・国文学者。学位は、文学博士（慶應義塾大学・論文博士・1991年）。慶應義塾大学名誉教授。現在は市民運動家。「緑のイーハトーブ」代表。

## 略歴
山梨県甲府市生まれ。1965年山梨県立甲府第一高等学校卒業、1969年慶應義塾大学文学部文学科国文学専攻卒業。1976年同大学院文学研究科国文学専攻後期博士課程単位取得退学。同年慶應義塾大学文学部非常勤講師となり1979年同助手、1982年助教授、1992年教授。1995年文学研究科委員。2012年定年退任、名誉教授。
1981年 「僧正遍照－その詠歌の特質をめぐって」ほか過去の業績に対し第7回日本古典文学会賞受賞。
1991年 「摂関期和歌史の研究」で慶應義塾大学より文学博士の学位を取得。

## 著書
- 『能因法師集・玄々集とその研究』三弥井書店、1979
- 『古今和歌集』日本の文学 古典編 ほるぷ出版 1986
- 『後拾遺和歌集』和泉古典叢書5 和泉書院 1991
- 『摂関期和歌史の研究』三弥井書店、1991
- 『能因集注釈』私家集注釈叢刊 貴重本刊行会 1992
- 『袖中抄 上・下』歌論歌学集成 第4巻、第5巻 三弥井書店 2000
- 『日本文学から「自然」を読む』智慧の海叢書 勉誠出版 2004
- 『見え始めた終末 「文明盲信」のゆくえ』三弥井書店　2017

### 共編著など
- 『合本八代集』（久保田淳と共編）三弥井書店 1986
- 『金葉和歌集 詞花和歌集』（金葉和歌集を柏木由夫と共注） 新日本古典文学大系9  岩波書店 1989
- 『長秋詠藻／俊忠集』和歌文学大系 明治書院 1998
- 『無名抄』（第2版、小林一彦と共注）三弥井書店 1998
- 『環境学事始め』 慶應義塾大学出版会、1999
- 『歌われた風景』（渡部泰明と共に責任編集）笠間書院 2000
- 『恵慶集注釈』（松本真奈美と共著）私家集注釈叢刊 貴重本刊行会 2006
- 『壊れゆく景観 消えてゆく日本の名所』（浅見和彦と共著）慶應義塾大学出版会、2006
- 『『曾禰好忠集』注解』金子英世共編　三弥井書店　2011
- 『失われた日本の景観 「まほろばの国」の終焉』浅見和彦共著　緑風出版　2015